# 南蘇丹解放運動
南蘇丹解放運動（英語：South Sudan Liberation Movement，缩写为SSLM）是活动於南蘇丹上尼羅省的武裝團體。

## 背景
1997年4月21日時，位於南蘇丹猶尼提省的努爾人部落與蘇丹政府簽署了和平條約，而此時親近蘇丹的南蘇丹國防軍（民兵）中芮克·馬查爾與保利诺·马蒂普·涅亚尔發生激烈派系衝突並且最後芮克陣營遭到擊敗。在政治版圖改動的情形下反對與蘇丹政府達成共識的民兵團體開始襲擊南蘇丹油田附近的平民，這使得以努爾人為主的難民紛紛逃往蘇丹人民解放軍所統管的加札爾河地區。在蘇丹教會協會協調之下，以丁卡人為主的蘇丹人民解放軍同意為難民提供保護。此時部分過去曾支持蘇丹的民兵開始轉往支持蘇丹人民解放軍，而另外一部分成員則是在芮克失去政治實力後決定放棄支持蘇丹政府。1999年3月時，包括通季、倫貝克和伊羅勒的西部丁卡人與努爾人共同合作並且促使與蘇丹政府達成和平協議，不過努爾人亦宣布脫離政府掌控並且成立自己的武裝組織。

## 反叛
1999年11月時以努爾人組成的武裝團體宣布自蘇丹人民解放軍獨立出來並且命名為「上尼羅河省臨時軍事指揮委員會」（Upper Nile Provisional Military Command Council ）。到了2000年1月時，該組織則參考了1980年代同樣名稱的團體改名為「南蘇丹解放運動」。南蘇丹解放運動主張透過各種途徑來讓南蘇丹人民能夠「享有自由和自決」，並且認為藉此才能夠在與蘇丹展開談判時獲得有利地位，進而促使蘇丹政府簽署雙方都能接受的和平協議並且停止對於南蘇丹的攻擊。之後其和親近蘇丹政府的南蘇丹國防軍開始有所交流，甚至在2002年7月時與蘇丹政府達成協議，不過在第二次蘇丹內戰時南蘇丹解放運動並未直接參與雙方的戰事。
然而南蘇丹解放運動認為2005年1月9日簽署的《全面和平協定》與過去的條約並沒有甚麼不同，頂多獲得更多的國際關注。2011年4月11日，南蘇丹解放運動發表聲明呼籲南蘇丹應該要建立更具包容性的政府，隨後蘇丹人民解放軍進駐猶尼提省並且雙方發生武裝衝突並造成至少45人死亡，軍方說法則是損失了20名南蘇丹部隊的士兵，而之後南蘇丹解放運動解發言人則表示已經停止與南蘇丹部隊進行交戰。

## 特赦
2013年4月26日，南蘇丹政府宣布允許特赦3,000多名所有南蘇丹解放運動的成員，但是後者必須同意由政府收回其自蘇丹所帶來100多輛載具（包括37輛裝備手持機槍或者高射炮的武裝改裝車）。南蘇丹總統薩爾瓦·基爾·馬亞爾迪特表示赦免所有願意放下武器的南蘇丹解放運動人士，並且將有意願者編列至南蘇丹軍隊中，另外還有兩個民兵團體同樣獲得了特赦。南蘇丹解放運動發言人表示：「我們部隊已經決定與南蘇丹軍隊共同走向和平......因為南蘇丹需要發展、和平和寬恕，我們決定結束在南蘇丹的叛亂行動。」之後由在猶尼提省作戰的指揮官巴平尼·蒙圖（Bapiny Monytuel）準將負責投降事宜，並且計畫在一個禮拜後正式前往朱巴與南蘇丹總統馬亞爾迪特會面並進行正式的投降儀式。

## 南苏丹内战(2013-2020)
在南苏丹内战期间，被苏丹人民解放运动同化的前南苏丹解放运动军队将忠于里克·马查尔的反叛派别驱逐出本提乌。